# Resultados do Carnaval de Florianópolis
Resultados do Carnaval de Florianópolis.

## 1999
| Colocação | Escola                 | Pontos | Ref.  |
| --------- | ---------------------- | ------ | ----- |
| 1º        | Copa Lord              | 173    | [ 1 ] |
| 2º        | Protegidos da Princesa | 170    | [ 1 ] |
| 3º        | Consulado              | 163    | [ 1 ] |
| 4º        | Unidos da Coloninha    | 159    | [ 1 ] |

## 2000
| Colocação | Escola                 | Pontos | Ref.  |
| --------- | ---------------------- | ------ | ----- |
| 1º        | Copa Lord              | 108    | [ 2 ] |
| 2º        | Protegidos da Princesa | 106    | [ 2 ] |
| 3º        | Consulado              | 106    | [ 2 ] |
| 4º        | Unidos da Coloninha    | 103    | [ 2 ] |

## 2001
| Colocação | Escola                 | Pontos | Ref.  |
| --------- | ---------------------- | ------ | ----- |
| 1º        | Protegidos da Princesa | 177    | [ 3 ] |
| 2º        | Copa Lord              | 173    | [ 3 ] |
| 3º        | Consulado              | 157    | [ 3 ] |
| 4º        | Unidos da Coloninha    | 156    | [ 3 ] |

## 2002
| Colocação | Escola                 | Pontos | Ref.        |
| --------- | ---------------------- | ------ | ----------- |
| 1º        | Copa Lord              | 177    | [ 4 ] [ 5 ] |
| 1º        | Protegidos da Princesa | 177    | [ 4 ] [ 5 ] |
| 3º        | Consulado              | 173,5  | [ 4 ]       |
| 4º        | Unidos da Coloninha    | 156    | [ 4 ]       |

## 2003
| Colocação | Escola    | Ref.  |
| --------- | --------- | ----- |
| 1º        | Copa Lord | [ 6 ] |

## 2004
| Colocação | Escola                 | Pontos | Ref.  |
| --------- | ---------------------- | ------ | ----- |
| 1º        | Copa Lord              | 180    | [ 7 ] |
| 2º        | Consulado              | 179    | [ 7 ] |
| 3º        | Protegidos da Princesa | 175    | [ 7 ] |
| 4º        | Unidos da Coloninha    | 174    | [ 7 ] |

## 2005
| Colocação | Escola    | Ref.  |
| --------- | --------- | ----- |
| 1º        | Consulado | [ 8 ] |

## 2006
| Colocação | Escola              | Ref.  |
| --------- | ------------------- | ----- |
| 1º        | Consulado           | [ 9 ] |
| 2º        | Unidos da Coloninha | [ 9 ] |

## 2007
| Colocação | Escola    | Ref.   |
| --------- | --------- | ------ |
| 1º        | Consulado | [ 10 ] |

## 2008
| Colocação | Escola    | Ref.   |
| --------- | --------- | ------ |
| 1º        | Copa Lord | [ 11 ] |

## 2009
| Colocação | Escola                 | Ref.   |
| --------- | ---------------------- | ------ |
| 1º        | Unidos da Coloninha    | [ 12 ] |
| 2º        | Copa Lord              | [ 12 ] |
| 3º        | Protegidos da Princesa | [ 12 ] |
| 4º        | União da Ilha da Magia | [ 12 ] |
| 5º        | Consulado              | [ 12 ] |